# シバター
シバター（1985年（昭和60年）10月18日 - ）は、日本の男性総合格闘家、プロレスラー、ポーカープレイヤー、YouTuber。

## 概要
本名は、齋藤 光（さいとう ひかる）。神奈川県横浜市出身。立正大学経営学部卒業。株式会社プロレスリングシバター代表取締役社長。愛称は『シバターおじさん』、『RIZIN無敗の男』。
総合格闘家・プロレスラーとしてはパンクラスイズム横浜に所属。プロレスラーチーム「炎上軍」の元メンバー。また自身のグッズを展開するアパレルブランド・SHIBATARの運営も行っている。
過激な動画の投稿を主に行う「炎上系YouTuber」、「物申す系YouTuber」の先駆けである。また、自身と仲の良いYouTuberにも過激に物申していくスタイルのキャラを動画内で演じている為、別名「必ず裏切る正義のヒーロー」としても知られている。ヒカルやラファエルとのYouTuberグループ「炎上軍」のリーダー。またウタエルのプロデュースも行っている。

## 来歴

### 幼少期
1985年10月18日、神奈川県横浜市の元町クリニックで生まれる。

### 学生時代
横浜市立間門小学校、立正中学校を卒業し、立正高等学校に進学。高校では空手部に所属していた。また、総合格闘家の山本“KID”徳郁に憧れ、暇な時は仲間内で総合格闘技の練習をしており、その一部を高校卒業までWebサイトへ動画投稿したりしていた。高校を卒業後は立正大学経営学部に進学。2004年の19歳の時にパンクラスP's LAB横浜に入門し本格的に総合格闘技を始め、大学在学中はずっと総合格闘技のトレーニングを積んでいた。

### フリーター時代
2008年4月、立正大学を卒業後、横浜の自宅でフリーターをしながら漫画家を目指していたが挫折した。そうした生活の中でも総合格闘技の試合に出場するなど格闘技は続けていた。この時期から動画配信も再開した。アルバイトは居酒屋の配達、警備員、プール施設のスタッフ、映画館のスタッフ、スーパーマーケットの品出し、ゲームセンターのスタッフ、漫画家アシスタント、引越し屋の作業員、漫画喫茶のスタッフなど色々な業種を経験した。

### 会社員時代
2010年、出版社に正社員として入社。3年ほど勤務した。月収は総支給額が23万円で手取り19万円だった。人生の中で1番辛かった時期と語り、自身で考えた企画がかなり進んだ所で、当時の上司が「面白そうだから一緒にやる」と途中から介入してきてシバターの手柄を全て横取りするなどパワハラをされていた。
その後もどんなに結果を出しても給料を上げて貰えず、ブラック企業で将来性を感じられなかったため、勤務を続けながらアマチュア、セミプロ、プロとさまざまなレベルの格闘技大会への出場や複数のサイトで動画配信などにも力を入れ、自身がいつか独立できるように格闘技、プロレス、動画配信の知識や技術を本格的に身につけていった。
しばらくして動画配信である程度収入を得られるようになったため、2013年に出版社を退職した。

### GCM
- 2008年7月21日、愛深きゆえに愛を捨てた男シバターのリングネームでGCM DEMOLITIONに出場し安藤晃司と対戦するも1R目の2分9秒にリアネイキッドチョークで敗戦。これが自身の総合格闘技の試合のデビュー戦となった。また安藤は2013年にLFCライト級王者になっている[46]。

### パンクラス
- 2010年2月28日、パンクラス主催で行われた佐藤光留のデビュー10周年興行、BEST SNIPE 変態狙撃祭りに出場。第0試合にて小野明洋と対戦するが1R目の4分51秒に首決めアームロックを決められ敗戦した[47]。
- 2012年11月10日、パンクラスにシバター・シュルトのリングネームで初出場。ジョシュア・ロビンソンと対戦し、1R目の20秒に右フックが決まりTKO勝利。これが自身のパンクラス初勝利となった[48]。
- 2013年1月12日、パンクラスにドリー・ファンク・シバターのリングネームで出場。マルコム・ヘンドリックスと対戦するが1R目の3分59秒にチョークスリーパーを決められ敗戦した[49]。
- 2014年3月30日、パンクラスにアントニオシバターのリングネームで出場。マスクドCoCo壱と対戦するが1R目の2分29秒にヒールホールドを決められ敗戦した[50]。

### ZST
- 2011年4月3日、本名の斉藤光のリングネームでZSTに初出場し、秋田智哉と対戦するも1R目の3分20秒に腕ひしぎ十字固めで敗戦した[51]。
- 2014年11月23日、サラリーマンシバター郎のリングネームでZSTに出場し、NAKADAIと対戦するも引き分けに終わった[52]。
- 2015年2月22日、ZSTで伊達李和と対戦。試合では2R目の4分52秒にフロントチョークを極められて敗戦した[53][54] ものの、総合格闘技ではあまり見られないゴッチ式パイルドライバーを決める場面を見せ[55][56]、試合翌日の上原譲（ZST代表）の会見では、「印象に残る試合。ふざけているように見えるがルールに基づいた中で客を盛り上げ、一般でもおもしろく見られる」と評価された[56]。
- 2015年5月24日、ZSTで河西和希と対戦。2R目の3分5秒にアキレス腱固めで敗戦した[57]。
- 2015年8月1日、ZSTで西坂竜彦と対戦。2R目の38秒にバックブローから変型ネックロックを決めて勝利。これが自身のZST初勝利となった[58][59]。
- 2015年11月22日、ZSTで平信一との対戦。「有明大決戦！！タイラ vs シバター」と銘打たれた[60]。試合ではプロレス技、ロープに飛んで攻撃を狙うなど奇抜な行為を仕掛けるが逆に平から2R目の1分30秒にジャーマンスープレックスを決められ敗戦した[61][62]。

### THE OUTSIDER
- 2011年5月8日、リングス主催のセミプロ大会、THE OUTSIDERにリアルアマプロレスラーの肩書とビッグバン・シバターのリングネームで初出場。菱沼郷と対戦して1R目の2分47秒に腕ひしぎ十字固めで敗戦した[63]。
- 2011年7月17日、THE OUTSIDERにシバター・ウォーリアーのリングネームで出場。LARGOとの試合において入場ではロード・ウォリアーズのコスチューム、試合ではラリアットやモンゴリアンチョップを繰り出して観客を沸かせ、審判からLARGOへのドクターストップがかかり、1R目の1分10秒でTKO勝利。苫米地英人特別賞を受賞した。また、これが自身の総合格闘技およびTHE OUTSIDER初勝利となった[64][65]。
- 2011年11月13日、THE OUTSIDERにザ・シバター・テイカーのリングネームで出場。吉井優と対戦し1R目の1分7秒に腕ひきじ十字固めが決まり勝利した[66]。
- 2012年年2月12日、THE OUTSIDERにシバ仁田厚のリングネームで出場。島田勇と対戦し1R目の8秒に腕ひしぎ十字固めで勝利した[67]。
- 2012年5月13日、THE OUTSIDERにジャンボ柴田のリングネームで出場。新里佳彦と対戦するが、2R目の2分54秒にチョークスリーパーを極められ敗戦した[68]。
- 2012年7月16日、THE OUTSIDERにシバター・ホーガンのリングネームで出場し、軽部秀和と対戦するも1R目の2分43秒に腕ひしぎ十字固めを決められ敗戦した[69]。
- 2013年2月10日、THE OUTSIDERにタナハシバター・ヒロシバターのリングネームで出場し、久保昌弘と対戦するも1R目の1分37秒に右フックを受けTKOで敗戦した[70]。
- 2013年6月9日、THE OUTSIDERに橋本シバターのリングネームで出場し、伊達一輝と対戦するも引き分けに終わった[71]。
- 2014年2月17日、THE OUTSIDERにシバター勝頼のリングネームで出場し、勝利と対戦するも2R目の1分16秒にパウンドを受けTKOで敗戦した[72]。

### U-FILE
- 2012年5月26日、ブロック・シバターのリングネームでU-FILE SPECIALに初出場し、赤広陽介と対戦するも1R目の2分10秒にレッグシザーチョークで敗戦した[73]。
- 2013年11月10日、半沢シバターのリングネームでU-FILE SPECIALに出場し、浜岸正幸と対戦するも1R目の2分50秒にキムラロックで敗戦した[74]。

### DEEP
- 2015年4月5日、DEEPに初出場し、築田大樹と対戦。1R目の1分48秒にチョークスリーパーで勝利し自身のDEEP初勝利となった[75]。

### Fighting NEXUS
- 2016年11月12日、Fighting NEXUSに初出場し、横山秀房と対戦。1R目の1分19秒に右膝蹴りからパウンドが決まりTKO勝利し、自身のFighting NEXUS初勝利となった[76]。

### RIZIN
- 2020年12月31日、大晦日のRIZIN.26に初出場。対戦相手は「X」と表記され直前まで伏せられ、当日に対戦相手は元krush -65kg級王者のHIROYAと発表された。試合はミックスルール（1R目がキックボクシングルール、2R目が総合格闘技ルールの2R制。決着が付かない場合は判定なしのドロー）で行われた。最初は元HEATライト級王者の皇治との対戦予定だったが、皇治がシバターとの対戦を拒否し、元PRIDEライト級王者および元修斗世界ライト級王者の五味隆典との対戦を選んだため、シバターはHIROYAとの対戦になった[77]。試合ではロープワークやタイガーステップなどのプロレス技を見せ、1R目にHIROYAから右のローパンチでダウンを奪い、2R目にはシバターが腕ひしぎ十字固めを極めた。その際にはHIROYAにタップのような動作があったが審判はHIROYAに確認したうえで試合を続行。そのまま決着が付かず、ルールにより、判定なしのドローとなった。しかし、試合後の審判団によるビデオ検証の結果、シバターが腕ひしぎ十字固めを仕掛けた際に、HIROYAにタップの動作があったという判断から、2R 38秒、腕ひしぎ十字固めでシバターの一本勝ちとなった。これがRIZIN初勝利となった[78]。[試合映像 1][補足映像 1]
- 2021年12月31日の大晦日に行われるRIZIN.33への出場が決まり、対戦相手が元GLORYフェザー級王者・元K-1 WORLD GPウェルター級王者・元Krush -67kg王者の久保優太と発表された。ルールは3分2Rの総合格闘技特別ルールで判定なし、決着はKO・一本のみ。ただし減点割合に差が生じた場合は、減点割合の少ない選手の優勢勝ちで行われることになった[5]。元々の対戦相手は皇治だったが、またシバターとの対戦を拒否し、対戦相手にYA-MANを選んだ事によって、シバターの対戦相手が急遽久保に決まった[79]。対戦発表後、久保はTwitterでシバターのことを「普通にグチャグチャにしたい。遠慮なしに。みんな引くぐらいに。」とツイートし[80]、さらに「シバターさんへ」と書き出し、「後遺症はたくさんの回数脳に貰った方が可能性は高くなるけど、一発で短期で、むしろ秒殺で沈めてあげるので大丈夫ですよ」と絵文字を付けて送るなど、さらなる挑発を展開[81]。対するシバターは試合前から自身の動画で「後遺症が残る大怪我もあり得る」などとして出場辞退をにおわせたかと思えば、前々日インタビューでも「まだ契約書を提出してない。まだぎりぎりワンチャンやめられるかなと思って悩んでいる」と語るなどお騒がせモードを全開。前日計量に現れたと思えば、久保に土下座＆両手を合わせ「手加減してください」とお願いする場面など悪役プロレスラーおよび炎上系YouTuberならではのパフォーマンスを久保に仕掛けるなどした。さらには12月25日に久保に直接電話をして自身のYouTubeの格闘技シリーズのネタで使うような内容の台本を提案したり、前日に久保へLINEで「覚悟が決まったので明日は台本なしでやりましょう」「でも1R目は流しで2R目から本気で」とお願いするメッセージを送るなど可能な限りの心理戦を行った。しかし試合ではロープワークやタイガーステップ、リック・フレアーの許しを請うポーズなどのプロレス技で久保を惑わせようとしたが、久保からすかさず間合いを詰められ、カーフキックで自身が怪我を抱えている左膝へ執拗に攻撃されるなど削りにこられ[82]、シバターは「（久保の作戦は）カーフを効かせておくことで、（2R目に）こちらがタックルをしにくくなる。俺を倒しに来る下地を作ってんな、コイツと。距離もガンガン詰めてくるし、遊びを許さない」と感じたところでスイッチが入り、そこからシバターはカウンターの右フックで久保からダウンを奪い、右のローパンチのラッシュを当てるなど打撃でも優位に進め、最後は1R目の1分34秒に飛びつき式の腕ひしぎ十字固めが決まり勝利した[83]。試合後に明かしたこうした作戦の背景には去年のHIROYA戦とは違いシバターの手の内が完全にバレている状況などを把握し「めちゃくちゃ勝率が悪い」と判断。「何とかして勝てないか、と考えに考え抜いて心理戦を使った。「正直、この作戦をいろんな人が汚いだの、スポーツマンシップに反するだの、言ってはいるが、ガチンコでやったら、勝率は10％もなかった。僕が勝つためにはそれしかなかったし、そして、僕は勝ちたかった」「僕の方が久保さんより勝ちたいという気持ちの方が強かった。みんなほかのプロは『（正々堂々と）勝ちたい』『（男らしく）勝ちたい』とかだろうけど、オレは『（何をしてでも、どんなに卑怯なことをしてでも）勝ちたい』だった。その気持ちの違いなんじゃないかな」と執念の差を強調。最後は試合後に負けた悔しさからRIZINの運営に相談もなく、シバターとの試合前の通話録音やLINEのやりとりを久保の義理の兄のTwitterや三崎優太とコレコレのYouTube生放送で公開するなど多方面で色々と騒動を起こす久保に向けて「久保優太、完全にお前の負けだよ。ごちゃごちゃ言ってんじゃねえ」と言い残した[84]。2022年1月6日、シバターが自身のYouTubeチャンネルで、総合格闘技を引退することを発表した[85]。1月8日、久保がRIZIN運営・シバターへの謝罪動画を出した[86]。1月11日、RIZIN・CEOの榊原信行はシバターと久保の2選手に対して処分する考えはないことを表明した[87]。1月13日、シバターが自身のYouTubeチャンネルで、大晦日に自分を応援してくれたファンに感謝すると同時に「僕の試合で嫌な気持ちになった方々、申し訳ございませんでした」と謝罪した[88]。4月8日、シバターと久保が電話で直接話し、和解した[89]。[試合映像 2]

- 2022年6月14日のYouTube生放送で「19歳から格闘技始めて、17年間、死ぬほど試合やって、アマもプロもやって伸びなかった。自分の限界を知った。そんな中で奇跡的に2度もRIZINに出させてもらって、奇跡的に2度も勝った。これ以上ないんだよ」と自身の格闘技人生を振り返った[90]。

- 2022年12月31日、RIZIN.40で、平本蓮のセコンドについた。平本が梅野源治とボクシングルールで対戦し、結果は平本が梅野からダウンを奪うも時間切れでドローとなった[91]。また、選手コール後に、シバターと久保優太がフェイスオフするシーンが見られ、シバターが「もう一度やるか？」と中指を立てながら久保を挑発し、久保もそれに乗っかり、平本と梅野がそれを止めるというパフォーマンスをし会場を盛り上げた[補足映像 2][補足映像 3]。

### BreakingDown
- 2021年7月4日、BreakingDown第1回大会に出場し、みなみかわと対戦[92]。1R目の56秒にギロチンチョークで勝利[93]。

## 戦績（総合格闘技）

### プロ総合格闘技
| 総合格闘技 戦績 | 総合格闘技 戦績 | 総合格闘技 戦績 | 総合格闘技 戦績 | 総合格闘技 戦績 | 総合格闘技 戦績 | 総合格闘技 戦績 |
| --------------- | --------------- | --------------- | --------------- | --------------- | --------------- | --------------- |
| 12 試合         | (T)KO           | 一本            | 判定            | その他          | 引き分け        | 無効試合        |
| 3 勝            | 1               | 2               | 0               | 0               | 1               | 0               |
| 8 敗            | 1               | 7               | 0               | 0               | 1               | 0               |

| 勝敗 | 対戦相手 | 試合結果                         | 大会名                            | 開催年月日     |
| ○    | 横山秀房 | 1R 1:19 TKO（右膝蹴り→パウンド） | Fighting NEXUS                    | 2016年11月12日 |
| ×    | 平信一   | 2R 1:30 ジャーマンスープレックス | ZST.49                            | 2015年11月22日 |
| ○    | 西坂竜彦 | 2R 0:38 変型ネックロック         | ZST in YOKOSUKA vol.2             | 2015年8月1日   |
| ×    | 河西和希 | 2R 3:05 アキレス腱固め           | ZST.46                            | 2015年5月24日  |
| ○    | 築田大樹 | 1R 1:48 チョークスリーパー       | DEEP 八王子超人まつり!            | 2015年4月5日   |
| ×    | 伊達李和 | 2R 4:52 フロントチョーク         | ZST.44                            | 2015年2月22日  |
| △    | NAKADAI  | 5分2R終了 判定 1-0               | ZST.43                            | 2014年11月23日 |
| ×    | 浜岸正幸 | 1R 2:50 キムラロック             | U-FILE SPECIAL                    | 2013年11月10日 |
| ×    | 赤広陽介 | 1R 2:10 レッグシザーチョーク     | U-FILE SPECIAL                    | 2012年5月26日  |
| ×    | 菱沼郷   | 1R 2:47 腕ひしぎ十字固め         | THE OUTSIDER 第16戦               | 2011年5月8日   |
| ×    | 秋田智哉 | 1R 3:20 腕ひしぎ十字固め         | ～FIGHTING NETWORK ZST～ SWAT！40 | 2011年4月3日   |
| ×    | 安藤晃司 | 1R 2:09 リアネイキッドチョーク   | GCM DEMOLITION                    | 2008年7月21日  |

### ミックスルール（プロキックボクシング・プロ総合格闘技）
| 勝敗 | 対戦相手 | 試合結果                 | 大会名   | 開催年月日     |
| ○    | HIROYA   | 2R 0:38 腕ひしぎ十字固め | RIZIN.26 | 2020年12月31日 |

### エキシビション（プロ総合格闘技）
| 勝敗 | 対戦相手 | 試合結果                 | 大会名   | 開催年月日     |
| ○    | 久保優太 | 1R 1:34 腕ひしぎ十字固め | RIZIN.33 | 2021年12月31日 |

### アマチュア総合格闘技
| 勝敗 | 対戦相手                 | 試合結果                         | 大会名                 | 開催年月日     |
| ○    | みなみかわ               | 1R 0:56 ギロチンチョーク         | BreakingDown 第1回大会 | 2021年7月4日   |
| ×    | マスクドCoCo壱           | 1R 2:29 ヒールホールド           | パンクラス             | 2014年3月30日  |
| ×    | 勝利                     | 2R 1:16 TKO（パウンド）          | THE OUTSIDER 第29戦    | 2014年2月17日  |
| △    | 伊達一輝                 | 2R終了 判定1-0                   | THE OUTSIDER           | 2013年6月9日   |
| ×    | 久保昌弘                 | 1R 1:37 TKO（右フック）          | THE OUTSIDER 第24戦    | 2013年2月10日  |
| ×    | マルコム・ヘンドリックス | 1R 3:59 チョークスリーパー       | PANCRASE 244           | 2013年1月12日  |
| ○    | ジョシュア・ロビンソン   | 1R 0:20 TKO（右フック）          | パンクラス             | 2012年11月10日 |
| ×    | 軽部秀和                 | 1R 2:43 腕ひしぎ十字固め         | THE OUTSIDER 第22戦    | 2012年7月16日  |
| ×    | 新里佳彦                 | 2R 2:54 チョークスリーパー       | THE OUTSIDER           | 2012年5月13日  |
| ○    | 島田勇                   | 1R 0:08 腕ひしぎ十字固め         | THE OUTSIDER 第20戦    | 2012年2月12日  |
| ○    | 吉井優                   | 1R 1:07 腕ひしぎ十字固め         | THE OUTSIDER           | 2011年11月13日 |
| ○    | LARGO                    | 1R 1:10 TKO モンゴリアンチョップ | THE OUTSIDER           | 2011年7月17日  |
| ×    | 小野明洋                 | 1R 4:51 首決めアームロック       | パンクラス             | 2010年2月28日  |

### 表彰（総合格闘技）
- THE OUTSIDER
  - 苫米地英人特別賞（2011年）

## プロレス

### シングル
- 2014年4月12日、自主興行であるプロレスリングシバターを開催。師匠である佐藤光留の胸を借りて対戦するが敗戦[94][95]。
- 2014年5月1日、ガンバレ☆プロレスのガンバレ☆格闘技オープントーナメントに前田シバターのリングネームで総合格闘技代表として出場。1回戦で翔太と対戦するが敗戦[96]。
- 2014年6月2日、タノムサク鳥羽と対戦し勝利した[97]。
- 2014年6月8日、瓦井寿也と対戦し勝利した[98]。
- 2014年6月21日、最愛の祖母の告別式を中抜けし、シアタープロレス花鳥風月に出場。よしえつねおとの3本勝負に挑み勝利。祖母に捧げる勝利を飾った[99]。
- 2014年7月20日、石川修司と対戦するも敗戦[100]。
- 2014年7月26日、勇者アモンと対戦し勝利した[101]。
- 2014年8月25日、唯我と対戦するも敗戦[102]。
- 2014年8月27日、石橋葵と対戦するも敗戦[103]。
- 2014年9月1日、SAGATと対戦し勝利した[104]。
- 2014年9月15日、三富政行と対戦し勝利した[105]。
- 2014年10月12日、諸橋晴也と対戦し勝利した[106]。
- 2014年10月16日、小坂井寛と対戦するも敗戦[107]。
- 2014年10月21日、本田朝樹と対戦するも引き分けに終わった[108]。
- 2014年10月23日、大家健と対戦するも敗戦[109]。
- 2015年4月4日、2代目スーパータイガーと対戦するも敗戦[110]。
- 2015年6月15日、よしえつねおと対戦し勝利した[111]。
- 2015年8月29日、炎上軍 vs ガンプロ最終決戦で大家健と対戦するも敗戦。試合後、大家より炎上軍を認める発言を受けるが、ガンプロを炎上で盛り上げる。大家とまた戦うことを宣言して退場した[112]。
- 2015年8月31日、黒田哲広と対戦するも敗戦[113]。
- 2015年10月26日、三富政行と対戦するも敗戦[114]。
- 2015年12月31日、RIZIN格闘技EXPOで大家健と対戦するも引き分けになる[115][116]。
- 2016年1月24日、三富政行や加藤悠とバトルロイヤルで対戦するも敗戦[117]。
- 2016年1月31日、榎本陽介と対戦するも引き分けに終わった[118]。
- 2016年2月24日、間下隼人と対戦するも敗戦[119]。
- 2016年6月18日、鶴巻伸洋と対戦するも敗戦[120]。
- 2016年7月7日、間取り太郎と対戦し勝利した[121]。
- 2016年8月1日、吉田綾斗と対戦するも敗戦[122]。
- 2016年8月10日、田馬場貴裕と対戦し勝利した[123]。
- 2016年10月2日、木原文人や佐野直など何人ものプロレスラーが参加したバトルロイヤルで最後まで生き残り勝利した[124]。
- 2016年10月24日、奥田啓介と対戦するも敗戦[125]。
- 2016年12月29日、唐澤志陽と対戦するも敗戦[126]。
- 2017年1月28日、佐瀬昌宏と対戦し勝利した[127]。
- 2017年9月3日、ライジングHAYATOと対戦するも敗戦[128]。
- 2019年6月11日、アンドレザ・ジャイアントパンダと対戦するも敗戦[129]。
- 2022年12月22日、奥野卓志と対戦し勝利した[130]。
- 2023年7月22日、「第23回　ZERO1真夏の祭典・火祭り2023＆超花火プロレス　大阪大会」でアンディ南野と対戦するも南野が暴走し、レフェリーが止めに入った為、引き分けに終わった[131]。

### タッグマッチ
- 2014年7月4日、神田愛実と組んで、タノムサク鳥羽 & 石橋葵と対戦するも敗戦[132]。
- 2014年7月14日、佐藤光留と組んで、石川修司 & 風戸大智と対戦し勝利した[133]。
- 2014年8月24日、元パンクラス二階級（ミドル級・ライトヘビー級）王者の川村亮と組んで、元修斗世界フェザー級王者の勝村周一朗 & 篠宮敏久と対戦するも敗戦[134]。
- 2014年11月14日、佐藤光留と組んで、木高イサミ & 風戸大智と対戦するも敗戦[135]。
- 2014年12月17日、青木篤志と組んで、木高イサミ & 風戸大智と対戦するが敗戦[136]。
- 2015年1月2日、佐野直が主宰するプロレス佐野魂に参戦。初のデスマッチに挑戦し、ミスター雁之助、葛西純と組んで、大仁田厚 & 矢口壹琅 & 保坂秀樹と対戦するが敗戦[137]。
- 2015年1月20日、末吉利啓と組んで、瓦井寿也 & ジョシュ・オブライエンと対戦し勝利した[138]。
- 2015年2月16日、木原文人と組んで、ガッツ中村 & 園山檸檬と対戦し勝利した[139]。
- 2015年3月22日、河村知哉と組んで、今成夢人 & タイガーベッドシーンと対戦し勝利した[140]。
- 2015年4月18日、ガンバレ☆プロレス旗揚げ記念日大会にてオープニングで対戦相手である大家健と今成夢人の挨拶を邪魔して三富政行と河村知哉と共にマイクを横取りして炎上軍なるユニットを結成する事を宣言。三富政行と河村知哉と組んで、大家 & 今成と対戦し勝利。試合後には炎女（炎上女子プロレスリング）の1人目として加藤悠をリングに上げてプロレスをメジャースポーツにする事を宣言した[141]。
- 2015年5月17日、三富政行、加藤悠と組んで、大家健率いるガンバレ☆プロレスと対戦するが敗戦[142]。
- 2015年5月18日、大家健が打倒炎上軍の為に助っ人としてZERO1などの団体で活躍した藤田ミノルを招聘。三富政行と組んで、大家 & 藤田と対戦するも敗戦[143]。
- 2015年6月8日、三富政行と組んで、百田力 & 今成夢人と対戦し勝利した[144]。
- 2015年7月4日、三富政行と組んで、大家健とスペシャルハンディキャップマッチで対戦するも敗戦[145][146]。
- 2015年9月24日、三富政行と組んで、勝村周一朗 & 間下隼人と対戦するも敗戦[147]。
- 2015年10月15日、三富政行と組んで、那須晃太郎 & 間下隼人、百田力 & 今成夢人と対戦し勝利した[148]。
- 2015年12月5日、三富政行、加藤悠と組んで、翔太 & タイガーベッドシーン & 神田愛実と対戦し勝利した[149]。
- 2015年12月20日、三富政行と組んで、石川修司　& MIKAMIと対戦するも敗戦[150]。
- 2015年12月23日、三富政行と組んで、勝村周一朗 & 服部健太と対戦するも敗戦[151]。
- 2015年12月29日、総合格闘技であるRIZINにてガンバレ☆プロレスが提供するRIZIN格闘技EXPOに出場。三富政行と組んで、大家健 & 冨永真一郎と対戦するが敗戦[152]。
- 2015年12月31日、シバター対大家健の試合後、納得のいかない勝村周一朗の乱入により急遽、三富と組んで大家 & 勝村と対戦するも敗戦した[115][116]。
- 2016年3月9日、三富政行と組んで、真霜拳號 & 篠瀬三十七と対戦するも敗戦[153]。
- 2016年3月25日、ブルーシャーク、ハザードと組んで、橋本友彦 & Hi69  & 榎本陽介と対戦し勝利した[154]。
- 2016年3月27日、三富政行と組んで、ディンゴ & 美ら海セイバーと対戦するも敗戦[155]。
- 2016年4月1日、三富政行と組んで、勝村周一朗　& 百田力と対戦するも敗戦[156]。
- 2016年4月25日、三富政行、河村知哉と組んで、レイ・パンディータ & 浪口修と対戦、3対2の有利な戦いで勝利した[157]。
- 2016年4月30日、SAGATと組み、よしえつねお & ザ・グレート・カブキと対戦し勝利した[158]。
- 2016年5月20日、エディ・フレッチと組んで、今成夢人 & 勝村周一朗と対戦し勝利した[158]。
- 2016年8月17日、GENTARO、浪口修と組んで、大家健 & 翔太 & 三富政行と対戦し勝利した[159]。
- 2016年9月5日、GENTARO、浪口修と組んで、大家健 & 翔太 & 百田力と対戦し勝利した[160]。
- 2017年2月19日、健想、浪口修と組んで、大家健 & 三富政行 & 勝村周一朗と対戦するも敗戦[161]。
- 2017年4月3日、三富政行と組んで、今成夢人 & バンビと対戦し勝利した[162]。
- 2017年5月2日、三富政行と組んで、ダイナ御堂 & 大久保寛人と対戦するも敗戦[163]。
- 2017年9月2日、冨宅飛駈と組んで、ライジングHAYATO & 間取り太郎と対戦し勝利した[164]。
- 2021年9月12日、KURUSHIMAと組んで、石鎚山太郎 & ライジングHAYATOと対戦するも敗戦[165]。

### その他
- 2014年7月23日、プロレスの試合で自身初のレフェリーを担当した[166]。
- 2014年8月よりDDTが開始したDDTドラマティック総選挙にエントリーして中間発表で20位をマーク[167]。最終的に25位となり入選順位である24位に届かず落選した[168]。

### 成績（プロレス）
- 71戦29勝38敗4分（2014年 - 2023年）
  - シングル：36戦13勝19敗4分
  - タッグマッチ：35戦16勝19敗
- DDTドラマティック総選挙：25位（2014年）
- レフェリー：1回

## ポーカープレイヤー
2021年4月、プロポーカープレイヤーのエンペラーに弟子入りし、本格的にポーカーを始める。5月、月1で本格的なポーカー会場を借り、様々な有名人達を招いて、ポーカーで勝負をする企画を開始。
2022年5月1日、223人が参加したポーカーの日本全国大会「JAPAN POKER FESTIVAL」に初出場した。ファイナルテーブルの10人にまで勝ち上がり、最終順位は4位となった。9月25日、「ALL JAPAN POKER CHAMPIONSHIP」に解説者として初出演。
2023年1月、韓国で開催されたポーカーのアジア大会「ASIA SERIES POKER TOUR」に初出場。アジア最大規模のポーカートーナメントの中、ファイナルテーブルまで勝ち残り、最終順位は6位だった。7月、アメリカ合衆国のラスベガスで開催された世界最大規模のポーカーの世界大会「WORLD SERIES OF POKER」に初出場。約2万人が参加した中、最終順位は1763位だったが、賞金$500を獲得した。8月、111人が参加したポーカーのアジア大会「ASIAN POKER TOUR」に初出場し、最終順位は12位だった。12月、他のポーカープレイヤー達とチームを組み、174人が参加した日本国内のポーカー大会「TOP OF POKER」の団体戦に初出場した。個人成績の最終順位は6位。団体成績では自身が所属しているチームの総合ポイントが全体でトップだった為、最終順位は1位で自身初のポーカー大会優勝となった。
2024年1月、韓国で開催された「ASIA SERIES POKER TOUR」に自身2度目の出場をするも1st Tableで敗退した。2月、日本国内のポーカー大会「SPADIE」のタッグ戦に石毛とペアを組み、初出場した。最終順位は6位だった。5月、台湾で開催され、191人が出場したポーカーのアジア大会「ASIAN POKER TOUR」に初出場するも最終順位は71位だった。6月、アメリカのラスベガスで開催されたポーカーの世界大会「WORLD SERIES OF POKER」に自身2度目の出場をするも3rd Tableで敗退。9月、140人が参加した「戦国ポーカーツアー」に初出場し、最終順位は11位だった。11月、283人が出場した「JAPAN POKER FESTIVAL」に出場し、最終順位は27位だった。

### 成績（ポーカー大会）

#### ソロ
- 2022年5月、JAPAN POKER FESTIVAL（ 日本）4位
- 2023年1月、ASIA SERIES POKER TOUR（ 韓国）6位
- 2023年7月、WORLD SERIES OF POKER（ アメリカ合衆国）1763位　
  - 獲得賞金 $500
- 2023年8月、ASIAN POKER TOUR（ 韓国）12位
- 2023年12月、TOP OF POKER（ 日本）6位
- 2024年1月、ASIA SERIES POKER TOUR（ 韓国）1st Table敗退
- 2024年5月、ASIAN POKER TOUR（ 中華民国（台湾））71位
- 2024年6月、WORLD SERIES OF POKER（ アメリカ合衆国）3rd Table敗退
- 2024年9月、戦国ポーカーツアー（ 日本）11位
- 2024年11月、JAPAN POKER FESTIVAL（ 日本）27位

#### タッグ
- 2024年2月、SPADIE（ 日本）6位

#### 団体
- 2023年12月、TOP OF POKER（ 日本）優勝

### スポンサー
- TSUKUBA-YUBA つくばゆば[19]
- ネクストレベルホールディングス[182]

## 動画配信
立正高校時代に素人の仲間同士で総合格闘技の練習試合をしており、その試合動画を「今日の試合」としてWebサイトに投稿していた。そのうち2ちゃんねるで話題になり、それから「素人同士で格闘技を練習しよう」というスレッドで他のユーザーと口論になり、スポーツセンターの一角を借りてそのユーザーのグループとシバターのグループとで真剣勝負をして勝利した。高校3年間、ずっとそのような感じで動画を投稿していた。
高校卒業後は動画配信をやめていたが、2008年から複数の動画配信サイトに動画をアップするなど、動画配信活動を再開し、その後2013年からYouTube、2015年から有料のニコニコ生放送の配信を開始した。
撮影は主に個人事務所を兼ねた神奈川県横浜市にある自宅か、結婚後に家族と住んでいる香川県高松市にある別宅の室内や近くの海岸で行っている。また企画、撮影、編集など全ての作業をシバター自身が行っている（野外での撮影時はスタッフが1人付く）。
主に時事ネタの動画を投稿するが、その他にも料理系、ギャンブル系（パチンコ・スロット、ポーカー）、有名YouTuberやYouTubeチャンネルを持つ有名な格闘家との試合企画、プロレス試合、魚釣り、他のYouTuberとのコント、新興宗教脱会者や刑務所出所者などへのインタビュー動画など、多ジャンルの動画を投稿している。プロレスの試合の企画ではウェアラブルカメラを着用して臨み、試合のリアルな迫力を伝える工夫もしている。また、動画配信や格闘技の試合、パチンコ営業などの宣伝の為に2012年6月23日からブログを始め、2014年8月1日に現在の公式サイトに移転した。
YouTubeで得た知名度を活かし、自身のオリジナルグッズを制作しており、シバターカード（全48種類）が付属された「シバタースナック」やオリジナルの服、釣り道具などをインターネット販売している。2022年にはシバターの住む香川県にて、現地の畜産家と協力し黒毛和牛を使った「焼肉シバター」をインターネットで発売した。
- 2014年にチャンネル登録者10万人達成[203]。
- 2017年1月には月収400万円超えを報告[204]。
- 2019年にチャンネル登録者100万人と自身の貯金額1億円を達成[205][206]。
- 2021年1月、自身の月収が過去最高の2000万円に到達[207]。
- 2022年11月に自身の貯金額が2億円に到達した事を報告[208]。

## 執筆家
2017年12月23日、TABLOにて『悪役YouTuber・シバターの絶対にユーチューバーなんかになるな！』の連載を開始し、2018年4月29日まで続けた。
2019年12月16日、『炎上商法で1億円稼いだ男の成功法則』にて執筆家デビューをした。
2022年5月26日、自身2冊目の本『なぜ燃やすのか シバター伝』を執筆した。

## 音楽
2018年12月27日、音楽ユニットカルxピンの曲『俺たち金持ちYouTuber』の歌詞提供、ミュージック・ビデオの総合監修を務め、自身もミュージック・ビデオに初出演した。
2019年2月23日、カルxピンの曲『Be soul（別荘）』の歌詞提供、ミュージック・ビデオの総合監修を務め、自身もミュージック・ビデオに出演した。7月15日、カルxピンの曲『おにぎり大好き』の歌詞提供、ミュージック・ビデオの総合監修を務め、自身もミュージック・ビデオに出演した。

## その他の活動
2016年10月27日、LINE LIVEで放送された『パンクラスTV』に出演し、メインMCを務めた。
2017年5月15日、AbemaTVで放送された『モテる職業に学ぶ「モテるの法則」シーズン5 #1』に出演した。
2019年6月3日、K-POWERSのCMに田北良平などと共に出演し、地上波でCMが流れた。8月1日、AbemaTVで放送された『AbemaPrime』に出演した。
2020年12月23日、大晦日のRIZIN FIGHTING FEDERATIONに出場が決まり、セコンドにヒカルとてんちむの2人が付くことを発表。大晦日、RIZIN.26がフジテレビの地上波で放送。対戦相手がHIROYAと明かされ、シバター対HIROYAがゴールデンタイムに約30分間、PV、入場、試合、マイクがフルで放送された。PVの曲はウタエルの『プロレスリングシバター テーマ曲』が使われ、シバター・ヒカル・てんちむ・ヘラヘラ三銃士が、ヒカルが歌っている『俺たち金持ちYouTuber』の曲と共に入場し、全員で「シバターダンス」も披露した。また、試合でのセコンドは元パンクラス二階級（ミドル級・ライトヘビー級）王者の川村亮が付き、ヒカルとてんちむ、へらへら三銃士はリング前の最前列での応援に回った。シバターと他の数選手の試合が放送されたRIZIN 第一部（20時まで）の視聴率は、2019年の大晦日のRIZIN（第一部）の2倍近く上がった。Twitterのトレンドも1位嵐、2位紅白、3位ガキ使、4位シバターと大晦日の夜にトレンド入りした。
2021年3月15日、TBSの地上波で放送された『有田プレビュールーム』に出演した。番組内ではナダルとクレイジー対決で勝負をし、勝利。賞金10万円を獲得した。また、これが自身の初のバラエティ番組出演となった。3月29日、フジテレビの地上波で放送された『超速シッポとりバトル！モノノケハント』に出演した。7月8日、日本テレビの地上波で放送された『イタイケに恋して』にゲスト出演した。また、これが自身初のテレビドラマ出演となった。9月5日、関西コレクションに出演。これが自身初のファッションショーへの出演となった。関コレではファッションモデル達と共にランウェイを歩いた。12月13日、大晦日のフジテレビの地上波で放送されるRIZIN.33への出場と対戦相手が久保優太と発表され、12月29日にはヒカル、てんちむ、ヘラヘラ三銃士に加え、DJまるがシバターと共に入場することが発表された。大晦日当日、フジテレビの地上波のゴールデンタイムでシバター対久保優太が放送され、入場ではシバター、ヒカル、DJまる、てんちむ、ヘラヘラ三銃士、さらには前年の対戦相手であったHIROYAも登場。シバター、ヒカル、DJまるが『俺たち金持ちYouTuber』を生で歌い、8人全員でシバターダンスも披露した。シバターの名前がTwitterのトレンド1位にもなった。また、セコンドは川村亮の代わりにHIROYAが担当した。
2022年1月27日、秋元康の指名でTOKYO FMのTOKYO SPEAKEASYに初出演した。これが自身初のラジオ番組出演となった。8月6日、大谷総業のCMに出演した。10月18日、Netflixの『run for money 逃走中』に出演する事が発表された。11月15日、Netflixにて全世界配信および歴代『逃走中』最大のスケールとなった『逃走中 Battle Royal』に初参戦し、逃走成功とはならなかったが、自首成立を成功させ、賞金191万4000円を獲得した（YouTuberの『逃走中』参戦者としてはHIKAKINが2022年1月に逃走成功で獲得した賞金150万円を超える最高金額となった）。また、他の逃走者で自首成立成功者・逃走成功者もおらず、シバター以外の参戦者が全滅してしまった為、今大会での賞金獲得者はシバターのみとなった。

## 人物
- 「シバター」という名前は、新日本プロレスの柴田勝頼に顔が似ていることから、佐藤光留によって命名された[14]。
- 自身の総合格闘技の師匠は総合格闘家の佐藤光留（2004年に弟子入り）[14]。ポーカープレイヤーの師匠はプロポーカープレイヤーのエンペラーである（2021年に弟子入り）[169]。
- 総合格闘技の試合ではセコンドにパンクラスイズム横浜の先輩の川村亮が付いている[15]。
- YouTube動画の時事ネタ内容は主に有名YouTuber・芸能人への批判をする動画を投稿し、炎上させて再生数を増やすことを目的としたものであるため、過激な発言動画が多い[236][237]。しかしこれらの炎上系動画の一部は撮影の際、事前に批判する側に許可を得て相手側と入念に打ち合わせしている事、注目を浴びる為に相手側から批判して下さいとマイクパフォーマンスの演出をシバターへ依頼が来る事、シバターは裏では物凄く礼儀正しい事を過去にコラボしたダルビッシュ有が明かしている[238][239]。
- 渥美拓馬はシバターについて、動画の外では言葉遣いも物凄く丁寧で、しっかりしてて真面目で優しい、チャンネル登録者数が100万人を超えてもとても謙虚、動画内の発言も全て演出と明かし[240]、宏洋もシバターの事を尊大な態度のイメージがあるが、動画が回っていない時はめちゃくちゃ礼儀正しいし、腰が低いし、LINEの文も含めて全部敬語。撮影場所の予約などもやってくれて、エリートサラリーマンみたいな人と明かしている[241]。
- 加藤純一はシバターとの対談の際、加藤が同い年のシバターの動画を沢山観ている事や、シバターの事を「（色々な企画でプロレスとして）わざと悪者になって自ら負けにいって、観てる人を盛り上げられるのが凄いし、そういう事が出来る数少ないYouTuberの1人」と語っている[242]。
- 乙武洋匡は自身が不祥事を起こし世間から批判一色の中、シバターが乙武の事を「障害を持っていても男としてそれだけ女性を惹きつける魅力があるんだろうなと思ったし、俺は（乙武を）尊敬する」と擁護し、乙武はその動画を見て「（シバターの事を）すごくあったかい人なんだなというのが伝わってきて僕は嬉しかったです。すごく救われたし、感謝してます」とシバターへ動画でメッセージを送っている[243]。
- 過去に『AbemaPrime』[244]で共演しているひろゆきはシバターの事を「ちゃんとしている、世の中から（シバターが）おかしな人と思われているがまともな人、超えちゃいけないラインを分かっているから（YouTube界に）残れている」と評している[245]。シバター自身も一線は超えないようにYouTubeの規約違反や著作権違反など動画の作成には気をつけていることを明かしている[246]。
- YouTuberの交友関係ではヒカル、ラファエル、てんちむ、朝倉未来とはYouTube動画でお互いに友達と公言し合っている[247][248][249]。sasuke（- ITADAKI -頂）、谷ロン(全力マンキン)とも友達である[250]。ラファエルとは年に1度プライベートで飲みに行く仲で、ラファエルはシバターのことを「プライベートでは良い人」と明かし[251]、ヒカルも「シバターさんは普段会ってる時はただの良いおじさん。でも仲良くした後の翌日に（動画の中では）言葉のナイフを刺してくる」「でもそれに慣れちゃっているから良い関係を築けている」と話している[252]。また、ヒカルとラファエルの2人からメルセデス・ベンツ・Gクラスをプレゼントされたり、頻繁にコラボもしている[253]。朝倉未来とも仲が良く、シバターが出演した未来の動画「シバターをガチでシバいてみた」の再生数は2500万回再生を超え、シバターも未来の紹介でRIZINに出場している[254]。また、シバターと未来は絶縁と仲直りを何度も繰り返しており、シバターが未来を批判する動画を出し、未来がアンサー動画で怒り、シバターと絶縁。その後シバターが未来への謝罪動画を出し、最後は未来がシバターを許し、お互いのコラボ動画を出す流れが出来ている。その際、未来はシバターのことを「メンヘラメスゴリラ」と呼んでいる。また、シバターとの仲について「切っても切れない関係なんでね、僕らは」と明かし[255][256]、シバターのYouTuberとしての能力を「YouTuber朝倉未来としてはシバターなしではここまで来れなかった。明らかに（シバターのクリエイターとしての）能力が高い」と評価している[257]。
- 平本蓮とも仲が良く、2022年の大晦日のRIZIN.40では平本の希望で、シバターが平本の試合に平本丈や平本の父と共にセコンドについている[258]。
- プロレスリングシバターのスタッフの荒川と小野は学生時代からの友達である[259][260]。
- 朝倉海からドッキリを仕掛けられた際は、動画の外では汚い言葉を使わない事や下ネタもかなりオブラートに包んで話す事、動画の企画のネタで性病について海から相談された際は真面目に相談に乗るなどの一面も明かされた[261]。朝倉未来とコラボした際には未来の隠しカメラドッキリに気がつかず、動画内では「シバター」というキャラクターになりきって発言しているため殆どは本心では無い事を未来に語ってしまい、キャラだという事をバラされてしまった[262]。またシバター自身も、本当に嫌いなYouTuberは動画のネタにしないどころか名前も出さない事を明かしている[263]。
- 明るい茶髪にロン毛の風貌の為、他のYouTuberからはネタとして女性YouTuberとして扱われるなどしている。その際の呼び名は「シバ子」[264]、「メスゴリラ」などと言われている[259]。また、シバターのパチンコ漫画に「シバ美」という女子高生キャラが登場している[265]。
- 仕事に関しては大小関係無く先に決まった仕事を優先する事にしており、後から同日にもっと大きな仕事の依頼が来ても断るようにしている[264]。
- 子供がYouTuberの活動をすることに関してはかなり批判的で、親が子供を使って金を稼ぐことは外道だと断言している。そこに子供の意思は無く、親が金儲けすることしか考えてない為と理由を明かしている[266]。
- 自身がYouTuberとして成功できたことに関して、シバターは「僕は素人なんですよ。たまたまYouTubeに参入する時期が早かった。YouTubeでお金が稼げるようになるぞっていうのを聞いてすぐ入っていった。たまたまね」、「僕はYouTuberとして、普通のいち人間としてなんの才能もありません。みなさんと同じでございます。でも、YouTubeを通じて1億円手に入っちゃいました。僕の人生、宝くじに当たったようなもんですよ」と本音を明かしている[267]。
- YouTuberという者に関して「元々は例えば、自分が料理が好きだから料理の動画をアップしているとか、BUNZINみたいに自分が考えた面白くないけど自分が面白いと思っているコントを只々、視聴者に見せつけるだけの場、というのが原点だと思う。だからより多くの人に見てもらうために今の（その当時の）目先の再生数を目的にその場限りの炎上商法でファンを減らすよりも、自分のやりたいことを配信して結果、マネタイズすることが出来るのが綺麗な形だ」と考えていることを明かしている[268]。
- YouTubeで人気になるための方法に関して、自身を含めた売れた人は、ひとえに先に始めたからというのが本質である。だから同じようなことをしても沢山真似している人がいるから売れない。（自信だと他のYouTuberに食いつくような物申す系がまわりにいなかったからはじめたと語っている。）だから、小手先なところで戦っても上に行けるわけがない。だから、現時点（当時）で売れるためには現時点では誰もやっていない新しい鉱脈を探すことと、例にあげるとウマヅラビデオの都市伝説や彩人サロンの車トークみたいに普段から考えたことがなかったけどパッと言われると知りたいと思うような無い需要を見つけることが大切と語っている[269]。
- SNSに対しての向き合い方について持論を持っている。「有名人が不特定多数に何かを発信するということになったら、自分のライフスタイルに共感してくれる人もいるけど、そうでない人もいる。ゴミ拾いなど良い事をしたとしても『偽善でしょ』と言われる。すべてが称賛のコメントで埋まるわけではない」「どんなに良いことしたって批判がくる。それを無くしていこうという動きがあっても、絶対に無くならない」「もちろん殺害予告や爆破予告、人格否定など度を超えたものは悪いんだけども、SNSで不特定多数に向けて発信している時点でカウンターはある。それをわかっていなければSNSはやめた方がいい」「「誰かから何か言われると落ち込んでしまうタイプ」や「自分がどういう風に見られているか気になるタイプ」はSNSに向いておらず、やらないという選択肢はあっていい」と語っている[270]。
- 自身がYouTuberになりたての頃、MEGWINが主催したパーティーに出席した際、HIKAKINとMasuoに出会っており、その時に共に食事をしたり写真を撮っているなど、日本のYouTuber第1世代同士で過去には交流があった[271]。
- 2017年4月7日に自身の公式Webにて一般人女性の彼女がおり、その彼女が妊娠した為、結婚することになったことを報告。その後、第1子となる娘が生まれた[21]。2023年4月には第2子の0歳の子供がいる事も発表した[272]。
- 弟がおり、弟も既婚で子供が2人いる。また、弟が借金をした際はシバターが連帯保証人になってあげるなどしている[273]。
- 自身の私生活についても動画で話しており、不安定なYouTuberという仕事柄、家族を養う為にも自身がオワコンにならない内に休日もあまり入れずに働いていて中々家に帰れない事、夫婦共働きであるためシバターの金で家政婦やベビーシッターを雇っている事、自身の少ない休日も家事や娘の面倒を見たり、月1で家族を高級旅館に連れて行くなど家族サービスも欠かさずにしている事、妻に車をプレゼントした事、別宅マンションは持ち家の為家賃がかからない事、妻の実家が近いため義母がたまに娘の面倒を見てくれる事、そのお礼にシバターが妻の実家に毎月5万円を入れている事、家には毎月30万円を入れている事、月30万円の理由はもしYouTubeがダメになった時に生活レベルが高いと戻すのが大変な為、自身も家族も普通の家庭の生活レベルまでになるべく留めておくことを心がけている事などを明かしている[274]。
- 自身の幼い娘がYouTuberごっこにハマり、娘がYouTuberになりきって何かをやるのをシバターが撮影して編集してあげ、家族や身内だけにその動画を見せるなどしている。娘の動画の編集を自身のメインチャンネル「PROWRESTLING SHIBATAR ZZ」の動画の編集よりも力を入れてやっていると明かしている[275]。また、コロナウイルスが流行り始めた頃、東京などに出張して帰宅の際、娘に感染させるリスクを減らす為に香川県の別宅マンションの近くに新たにワンルームマンションを借りて1人でしばらく住んでいた。その間は娘と直接は一切会って無かった[276]。
- RIZIN FIGHTING FEDERATIONに初出場が決まった際、格闘技の大舞台で試合する事が夢だった事や自身の娘の為にも戦う事を語っている[277]。
- 学生時代の憧れの格闘家は山本“KID”徳郁だった[278]。
- 格闘技の試合内容に関しては「格闘技は勝った、負けたでなく、面白かったか、面白くなかったかなんですよ。勝ってもつまらない試合しかしないヤツは出続けられない。勝っても負けてもバッチバチにやらないと、それを求められているんだから。」とプロである以上、面白い試合を観客に見せることが大切という考えである[279]。
- TOKYO SPEAKEASYに出演した際、伊集院光にも憧れており、ラジオ番組に出演するのも夢だったことも明かしている[260]。
- 自身が19歳の時に付き合っていた女性と横浜駅西口のラブホテルに行き、童貞を卒業した[39]。
- 独身時代は年に1回、HIV検査を行事として行っていた。また、自身は性病に1度も感染した事は無い[261]。
- 1度だけ心霊体験をしており、北海道のホテルに1人で宿泊した時に、廊下で女性の霊をはっきり視てしまったり、両隣の部屋には誰も泊まっていなかったのに、隣の部屋からずっと女性の声が聞こえる体験をしている。チェックアウト後、知り合いにそのホテルの事を聞いたら、シバターの宿泊していた部屋の隣の部屋で、前に女性が殺される殺人事件があった事が分かった[280]。
- 2023年の動画で、現在はパチンコ店での営業が本職になっており、YouTuberは趣味で行っている状態と明かした。YouTuberの収入の不安定さや廃業のリスクを初期の頃から考え、パチンコ店での営業などYouTube以外での収入を得る対策をずっと練ってきていたことや、YouTuberの収益がまだある程度稼げる内はずっと続けていこうと思っていることなども語っている[281]。

## 動画シリーズ

### 格闘技シリーズ
シバターが有名YouTuberや有名格闘家と格闘技の試合（総合格闘技・ボクシングなど）をする企画。また、DJ社長と朝倉未来以外の対戦相手は全員それぞれのプロ格闘技団体でチャンピオンベルト獲得の経験者である。
- 2019年3月18日、愛媛プロレスでDJ社長と総合格闘技ルールで対戦。1R目の3分11秒に腕ひしぎ十字固めで勝利した[282]。
- 2019年11月24日、愛媛プロレスで朝倉未来と総合格闘技ルールで対戦。1R目の25秒に左フックを受けTKOで敗戦した[283]。
- 2020年2月2日、愛媛プロレスで、当時のRIZINバンタム級王者の朝倉海とオープンフィンガーグローブ無しの総合格闘技（ベアナックルMMA）ルールで対戦。1R目の23秒にチョークスリーパーで敗戦した[284]。
- 2020年10月28日、愛媛プロレスで元K-1 WORLD GPスーパーライト級王者の安保瑠輝也と総合格闘技ルールで対戦。1R目の4秒に左ハイキックを受けKOで敗戦した[285][286]。
- 2021年2月5日、パンクラスイズム横浜で元Bellator世界バンタム級王者・元修斗フェザー級王者・RIZINバンタム級王者である堀口恭司と総合格闘技ルールで対戦。右カーフキックからのパウンドを受けて1R目の30秒でTKOで敗戦した[287][288]。
- 2021年7月4日、alavancaで元KSWフェザー級王者および元REBEL FCフェザー級王者のクレベル・コイケと総合格闘技ルールで対戦。1R目の25秒に三角絞めで敗戦した[289]（また、クレベルは2022年にRIZINフェザー級王者にもなっている[290]）。
- 2021年7月4日、alavancaでRIZINライト級王者および元REALスーパーライト級王者のホベルト・サトシ・ソウザと総合格闘技ルールで対戦。1R目の40秒にダースチョークで敗戦した[291]。
- 2021年7月4日、alavancaで元REALウェルター級王者のマルコス・ヨシオ・ソウザと総合格闘技ルールで対戦。1R目の42秒に腕ひしぎ十字固めで敗戦した[291]。
- 2021年7月5日、T&Hで元WBA世界ミドル級王者の竹原慎二とボクシングルールで対戦。1R目の3分16秒に右フックを受けKOで敗戦した[292]。
- 2021年7月5日、T&Hで竹原慎二と総合格闘技ルールで再戦。1R目の2分20秒に腕ひしぎ十字固めで勝利した[293][294]。

総合格闘技
| 総合格闘技 戦績 | 総合格闘技 戦績 | 総合格闘技 戦績 | 総合格闘技 戦績 | 総合格闘技 戦績 | 総合格闘技 戦績 | 総合格闘技 戦績 |
| --------------- | --------------- | --------------- | --------------- | --------------- | --------------- | --------------- |
| 9 試合          | (T)KO           | 一本            | 判定            | その他          | 引き分け        | 無効試合        |
| 2 勝            | 0               | 2               | 0               | 0               | 0               | 0               |
| 7 敗            | 3               | 4               | 0               | 0               | 0               | 0               |

| 勝敗 | 対戦相手                 | 試合結果                            | 大会名       | 開催年月日     |
| ○    | 竹原慎二                 | 1R 2:20 腕ひしぎ十字固め            | T&H          | 2021年7月5日   |
| ×    | マルコス・ヨシオ・ソウザ | 1R 0:42 腕ひしぎ十字固め            | alavanca     | 2021年7月4日   |
| ×    | ホベルト・サトシ・ソウザ | 1R 0:40 ダースチョーク              | alavanca     | 2021年7月4日   |
| ×    | クレベル・コイケ         | 1R 0:25 三角絞め                    | alavanca     | 2021年7月4日   |
| ×    | 堀口恭司                 | 1R 0:30 TKO 右カーフキック→パウンド | パンクラス   | 2021年2月5日   |
| ×    | 安保瑠輝也               | 1R 0:04 KO 左ハイキック             | 愛媛プロレス | 2020年10月28日 |
| ×    | 朝倉海                   | 1R 0:23 チョークスリーパー          | 愛媛プロレス | 2020年2月2日   |
| ×    | 朝倉未来                 | 1R 0:25 TKO 左フック                | 愛媛プロレス | 2019年11月24日 |
| ○    | DJ社長                   | 1R 3:11 腕ひしぎ十字固め            | 愛媛プロレス | 2019年3月18日  |

ボクシング: 1戦 0勝1敗
| 戦 | 日付         | 勝敗 | 時間    | 内容 | 対戦相手 | 国籍 | 備考 |
| -- | ------------ | ---- | ------- | ---- | -------- | ---- | ---- |
| 1  | 2021年7月5日 | ★    | 1R 3:16 | KO   | 竹原慎二 | 日本 | T&H  |

### 救いたいシリーズ
シバターのネタの1つに「〇〇を救いたい」（もしくは派生として「○○は救わない」「○○は救えない」）シリーズがあり、内容としては不祥事やスキャンダルを起こした著名人をネタにした上で殆どの場合は一緒にパチスロしないかと誘って締めるスタイルである。「シバターの救いたいシリーズの歌」も作られている。「救いたい」の動画後にアンサー動画、またはコラボをしているのはPDRさん、坂口杏里、MEGWIN、DJ社長、渥美拓馬、てんちむ、朝倉未来、HIROYA、久保優太、田口淳之介
寺井一択
の11人である。YouTubeのランキングで上位に入り、他のYouTuberによくパロディ化されている。2022年には、アニメ「チェンソーマン」の4話EDのシーンにパロディとして使われた。

### クッキングシリーズ
シバターが男の料理として、さまざまな料理を作っていくシリーズで、人気の企画である。

### オリジナルOPシリーズ
『プロレスリングシバター テーマ曲』を使ったOP動画を募集したシリーズとなっている。賞金が出ており、大賞（100万円）、松（10万円）、竹（1万円）、梅（1000円）、入選（紹介のみ）と分かれている。

### ポーカーシリーズ
シバターが色々な有名人達を招いてポーカーで対戦していくシリーズで、月1で開催されている企画である。主なポーカー企画に脱衣ポーカー、YouTuber最強ポーカー決定戦がある。
来栖うさこ、ピョコタン、谷ロンみたいに個人でポーカーの仕事をしている人たちも出演している。

### シバターレビューシリーズ
主にYouTuberのHIKAKINが動画内で紹介した商品をシバターがその商品が本当に良い商品かどうかを検証する企画である。

## 動画スタッフ

### プロレスリングシバター・メンバー
- シバター（社長・YouTuber）[311]
- ウタエル（YouTuber）[312]
- ハモレル（YouTuber）[313]
- 荒川（スタッフ）[314]
- YUU（オープニングテーマアニメーション制作・エンディングテーマアニメーション制作）[315]
- 小野（スタッフ）[316][260]

## 炎上軍 (YouTuber)
シバターを中心としたYouTubeで炎上したメンバーで構成されているYouTuberグループ。2017年にシバター、ヒカル、ラファエルのメンバーで結成された。2020年にてんちむが炎上軍に加わり、現在のメンバーは4人。また、ヘラヘラ三銃士、DJまる、HIROYAが一時的に加入している。シバターが所属していたプロレスの炎上軍とは別のグループである。
メンバー
- シバター（2017年 - ）
  - チャンネル登録者数：115万人[25]、炎上理由：多数の過激な発言の動画の配信[22]
- ヒカル（2017年 - ）
  - チャンネル登録者数：494万人[320]、炎上理由：VALU騒動[321]
- ラファエル（2017年 - ）
  - チャンネル登録者数：171万人[322]、炎上理由：過激な動画の配信[323]
- てんちむ（2020年 - ）
  - チャンネル登録者数：167万人[324]、炎上理由：複数の企業案件の問題[325][326]

一時的加入メンバー
- ヘラヘラ三銃士ありしゃん・さおりん・まりな（2020年、2021年）
  - チャンネル登録者数：176万人[327]、炎上理由：緊急事態宣言中の大勢での飲み会とその後の対応[328]
- DJまる（2021年）
  - チャンネル登録者数：393万人[329]、炎上理由：カレーポリス事件[330]
- HIROYA（2021年）
  - チャンネル登録者数：8.6万人[331]、炎上なし

## プロデュース
2017年にシバターがYouTuberとしてプロデュースする人材を選ぶオーディションを行い、ウタエルが選ばれた。動画は主に時事ネタを扱ったアレンジソングを歌っている。
ラファエルと同じ仮面を着けており、額には「歌」と書かれている。これはシバターが誰も知らないYouTuberより認知度が高いYouTuberの見た目の方が視聴者の目に付きやすいということでラファエルに似せた格好にさせた。
2017年12月にチャンネル登録者10万人、2021年9月1日には登録者50万人を達成させている。

## 得意技
主に寝技、絞め技、関節技が得意なグラップラーの総合格闘家である。打撃面では、元WBA世界ミドル級王者の竹原慎二がシバターのボクシング技術を上手いと評価しているなどストライカーの一面も併せ持つ。また、総合格闘技の試合中にロープワークやタイガーステップなどのプロレスの動きも使用する。ベンチプレスで110kgまで持ち上げるパワーも持っている。

### 総合格闘技
- 腕挫ぎ十字固め[346]
- 飛びつき式腕挫ぎ十字固め[350][351]
- フロントチョーク（変型ネックロック、ギロチンチョーク）[93]
- チョークスリーパー[75]
- ゴッチ式パイルドライバー[352] ※鈴木みのるスタイル（最初からクラッチした状態）で放つ[353]
- モンゴリアンチョップ[354]
- ニールキック[67]
- 右膝蹴り[76]
- よそ見[76][355]
- バックブロー[356][357]
- 右フック[358]

### プロレス
- DDO（デンジャラス・ドライバー・オオニタ）[359]
- 三角絞め[360]
- パウンド（マウントパンチ）[361][362][363][364][365][366]
- パンチラッシュ[367][368][369][370]（パンチ連打[371]、パンチの連打[372]）
- ボディーブロー連打[373]
- EK“炎上キック”（PK）[374]
- スーパーマンパンチ（ジャンピングパンチ）[361][375][376][377][378][379]
- ソバット[380]（スピンキック）[381][382]
- ラリアット[383][384]
- 股裂き[385]
- ヘルズゲート[386]
- 顔面かきむしり[387][388][389][390]
- サミング[391][392]
- 金的攻撃[393][394][395][396][397]
- 凶器を使っての絞め技[398][399] ※主に自撮り棒[400][401][402]
- ビール缶を使っての反則攻撃[403][404][405][406]
- 飛びつき式大炎上（飛びつき式フットチョーク）[407]
- 水面蹴り[408][409][410][411][412][413]

## 入場曲
- RIZIN FIGHTING FEDERATION
  - 俺たち金持ちYouTuber（カルxピン）[414]。
- その他
  - 熱血インターネット男子（神聖かまってちゃん）[415]

## 出演

### テレビドラマ
- イタイケに恋して 第2話（2021年7月8日、日本テレビ）[226]

### インターネット番組
- パンクラスTV（2016年10月27日 - 、LINE LIVE）- メインMC[215]
- 逃走中 Battle Royal（2022年11月15日、Netflix）[416]

### ラジオ番組
- TOKYO SPEAKEASY（2022年1月27日、TOKYO FM）[230]

### CM
- K-POWERS
  - 第1弾（2019年6月3日 - 、近藤知史、田北良平と共演）[217]
  - 第2弾（2020年7月21日 - 、近藤知史、田北良平と共演）[417]
  - 第3弾（2021年8月4日 - ）[418]
- 大谷総業（2022年8月6日 - ）[231]

## 執筆

### 単著
- 『炎上商法で1億円稼いだ男の成功法則』宝島社、2019年12月16日。ISBN 978-4-299-00013-2。[210]
- 『なぜ燃やすのか : シバター伝』KADOKAWA、2022年5月26日。ISBN 978-4-046-05304-6。[419]

### 連載
- 悪役YouTuber・シバターの絶対にユーチューバーなんかになるな！（2017年12月23日 - 2018年4月29日、TABLO）[420]

#### 試合映像
1. ↑  『Full Fight | HIROYA vs. シバター / HIROYA vs. Shibatar - RIZIN.26』RIZIN公式YouTubeチャンネル、2020年。
2. ↑  『Full Fight | シバター vs. 久保優太 / Shibatar vs. Yuta Kubo - RIZIN.33』RIZIN公式YouTubeチャンネル、2021年。

#### 補足映像
1. ↑  『【番組】RIZIN CONFESSIONS #64（※試合映像＆HIROYAとシバターによる試合振り返りドキュメンタリー番組）』RIZIN公式YouTubeチャンネル、2020年。
2. ↑  『【番組】RIZIN CONFESSIONS #116（※試合振り返りドキュメンタリー番組。シバター登場シーンは9分00秒から）』2022年。
3. ↑  『【試合映像】平本蓮 vs. 梅野源治 / Ren Hiramoto vs. Genji Umeno - RIZIN.40（※動画19秒時点からシバター登場。シバターと久保のフェイスオフは1分10秒から）』RIZIN公式YouTubeチャンネル、2022年。